# مهران (فیلم)
مهران فیلمی به کارگردانی رقیه توکلی، نویسندگی فرشاد رضایی و رقیه توکلی و تهیه‌کنندگی محمد پیرهادی و محصول بنیاد سینمایی فارابی در سال ۱۳۹۸ است. این فیلم در سی و نهمین دوره جشنواره فیلم فجر حضور داشته است.

## خلاصه فیلم
فیلم «مهران» ماجرای زندگی پسربچه‌ای در دهه شصت به‌نام «مهران» است که میزبان خانواده جنگ زده‌ای از مهران شده است.